# 長岡實

長岡 実（ながおか みのる、1924年〈大正13年〉5月16日 - 2018年〈平成30年〉4月2日）は、日本の官僚。大蔵事務次官、東京証券取引所理事長。

## 来歴・人物
いわゆる海軍経理学校出身の「短現組」は、戦後の主計官僚の中でもエリートと見なされていたが、長岡もこの線に洩れず大蔵事務次官まで務めた。
大平内閣の不信任決議案可決と引き続いた“四十日抗争”のさなか、大平正芳急逝の五日後に大蔵事務次官を退任。1981年（昭和56年）7月、日本専売公社副総裁就任。まもなくして総裁に昇格し、専売公社が日本たばこ産業 (JT) として株式会社化した時には初代社長として立ち会う。その後大蔵次官経験者の指定席であった東京証券取引所理事長に就任する。
1991年（平成3年）、"証券スキャンダル"と叩かれた野村證券の損失補てん問題や富士・協和埼玉・東海・住友などの各行不正融資事件といった一連の証券・金融不祥事が発覚した。この事に加え、鈴木永二会長の新行革審答申やウルグアイ・ラウンドを通じた欧米による金融の全面開放要求と相まって、銀行・信託・証券間の相互参入などを柱とした金融制度改革が一気に加速。そのため一連の証券行政の見直しに絡み、証券取引審議会の谷村裕会長、竹内道雄委員らが長岡を残して退任。証券業界に身を置く大蔵大物OBであり、かつ"NTTライン"と呼ばれた長岡 - 竹内 (資本市場研究会理事長) - 谷村 (資本市場振興財団理事長) らの現・前・元東証理事長ラインは、金融制度改革にあたり、銀行が証券子会社を通じて流通資本市場に参入することには揃って慎重姿勢だった。このことから、土田正顕銀行局長や松野允彦証券局長らによる制度改革の必要上、当時の保田博次官が断を下したとされている。
その後、国際証券取引所連合副議長に日本人として初めて就任。当時はちょうど後輩の松下康雄らの後継次官争いがあった頃であり、自身の志向する人事案の為に日本人初となる議長ポストには立候補をしなかったと伝わっている。
1998年（平成10年）に巨人ファンということもあり、渡邉恒雄のバックアップも受けプロ野球セントラル・リーグ会長に内定しながら、当時1995年頃の"大蔵スキャンダル"の風潮もあり固辞。さらにこの件は、府立一中、一高の後輩で元大蔵次官吉野良彦が日本銀行総裁就任を固辞したことと併せ、よく引き合いに出されもした。
当時の斎藤次郎大蔵事務次官ら現役組が吉野を本命に、さらに"主流派閥"の親分格山口光秀や、平澤貞昭らを次期日銀総裁に推挙していたのに対して、長岡は当初から自身の次官時代に官房長を勤め銀行課長経験者の松下康雄を推挙。一高同期の三重野康前総裁の後釜ということで自身の芽は無かった長岡は、後任東証理事長は山口とリーク。リークすることで"松下総裁"の可能性が高まると計算し、その後、平澤が国民公庫総裁から横浜銀行頭取にスカウトされ、斎藤が自身を見い出し育ててくれた師匠と奉ずる吉野が当初より頑なに固辞していた姿勢を崩さず、斎藤も竹内 - 長岡ラインの下、長岡が推す松下というシナリオを追認せざるを得なかった。
大蔵省から金融部門分離案が出た1995年当時、新金融庁は「霞ヶ関」総体でのリシャッフルであるべきことから、他省庁の金融部門も併せて分離統合するべきことを述べた。各省庁の勢力削減で相対的地盤低下防止を狙う大蔵省の焼け太りであるとの批判もでたが、「霞ヶ関」の制度疲労の観点からは、総体の観点から俯瞰したものとして評価する向きもあった。
また大蔵省内では主計局が他局を睥睨するポジションにあるが、長岡が次官時代に主計に人材を集めすぎたために、他局の相対的な力の低下を招いてしまったとも述べている。
財団法人資本市場研究会理事長、財団法人アフィニス文化財団理事長などの他、東大ボート部淡青会長、銀杏会長、日比谷高校如蘭会長などに就任。因みに、一中先輩の竹内道雄に東大ボート部から大蔵省入りを勧められた。のちに竹内次官 - 長岡官房長ラインを組むこととなり、財務省では森永貞一郎 - 石野信一 - 谷村裕と引き続いて、さらに竹内以下の大蔵省主計本流OBラインが、省内外での主要な人事面でも関与・機能していることがいわれている。泉鏡花など文芸や音楽などに造詣が深いことでも知られている。
2018年4月2日、老衰のため死去。93歳没。叙従三位。

## 略歴
- 1924年5月 - 東京府東京市牛込区（現・新宿区）生まれ
父の長岡信捷は逓信省郵務局長を務めた官吏。
- 1941年3月 - 府立第一中学校四年修了、第一高等学校入学
一中同期には、豊田章一郎[6]、松川道哉、堀寛（大蔵省官房審議官、北海道銀行会長）、鴻常夫など。特に親しかった友人に堀悌吉の子息で戦後すぐに病死した正、旗照夫の兄の中山日出夫ら。またこの頃、竹内道雄に出会う[7]。一高同期には、大倉真隆（大蔵省47年前期入省）、田中敬（大蔵省48年後期入省。共にのちの大蔵事務次官）、三重野康（日銀生え抜きの同行総裁）、さらに東大生学士金融で戦後アプレ犯罪の象徴とされた山崎晃嗣などがいた[8]。
- 1944年 - 海軍経理学校入校。海軍主計科短期現役第12期
- 1947年
  - 11月 - 東京帝國大学法学部政治学科卒。
  - 12月 - 高等試験行政科を合格。
  - 12月 - 大蔵省入省（1947年後期入省）。主計局総務課配属[9][10]
入省同期には、前述大倉真隆（47年前期入省）らの他、三島由紀夫、藤岡眞佐夫（アジア開発銀行総裁、国際金融局長）、渥美謙二（造幣局長）、田中啓二郎、秋吉良雄（武富士副会長、北海道開発事務次官）、亘理彰（防衛事務次官、内閣官房内閣審議室長）、後藤達太（西日本銀行会長、銀行局長、関税局長）、岩瀬義郎（沖縄振興開発金融公庫理事長、日本キャッシュサービス社長、理財局長、証券局長）、守屋九二夫（東京国税局長）など。
- 1949年6月 - 東京国税局調査査察部調査課
- 1950年11月 - 泉大津税務署長
- 1952年6月 - 三重県総務部庶務課長
- 1954年7月 - 主計局主計官補佐（建設係主査）
- 1957年8月 - 主計局主計官補佐（農林係主査）
- 1964年7月 - 主計局主計官（建設・公共事業担当）
- 1969年8月 - 大臣官房秘書課長
- 1972年
  - 1月 - 主計局次長（末席）
  - 6月 - 主計局次長（次席）
- 1973年6月 - 主計局次長（筆頭）
- 1979年7月 - 経済企画庁長官官房長、大臣官房長、主計局長を経て、大蔵事務次官就任
電電公社など一連の「公費天国問題」が噴出し、日本鉄道建設公団のカラ出張やカラ超勤などに主計局も関わりがあったとして、関係者を処分。長岡自らと松下康雄官房長らは厳罰の戒告処分とした。
大平正芳首相の一般消費税導入断念声明、内閣不信任案可決から1980年6月12日の大平急逝のなか、同年6月17日に次官在任1年ばかりで退官。
- 1982年 - 日本専売公社総裁
- 1985年 - 日本たばこ産業株式会社初代社長
- 1988年 - 東京証券取引所理事長
- 1991年 - 国際証券取引所連合副議長（日本人初）
- 1994年 - 国家公安委員会委員
- 1999年 - 財団法人資本市場研究会理事長
- 2000年 - コナミ監査役（2007年6月まで）
- 2001年 - 勲一等瑞宝章受章[11]

## その他役職
- 財団法人文化財保護・芸術研究助成財団理事
- 財団法人日本法制学会名誉顧問
- 財団法人日本オペラ振興会顧問
- 社団法人ゴルファーの緑化促進協力会理事
- 財団法人本庄国際奨学財団理事
- 財団法人オイスカ理事
- 社団法人青少年交友協会顧問
- 日中産学官交流機構最高顧問
- 社団法人中央政策研究所理事
- 社団法人日本オーケストラ連盟会長
- 財団法人トラスト六十評議員
- 政策研究大学院大学理事
- 財団法人日本室内楽振興財団特別顧問
- 社団法人海外広報協会理事
- 財団法人石井記念証券研究振興財団評議員
- 社団法人日本アマチュアオーケストラ連盟顧問
- 社団法人金融財政事情研究会理事
- 財団法人筑波バッハの森文化財団評議員
- 社団法人財政金融調査会理事長
- 財団法人喫煙科学研究財団評議員

## 参考書籍
- 『私の履歴書』（日本経済新聞社2004年4月1日～）